# Burgstall Waldeck (Diersbach)
Der Burgstall Waldeck ist eine abgegangene Höhenburg auf 337 m ü. A. in der Gemeinde Diersbach im Bezirk Schärding von Oberösterreich. Die Erdsubstruktion der ehemaligen Burg Waldeck liegt oberhalb des Schnelzenbachs, nächst dem Bauernhof Wallecker, im Ortsteil Großwaging von Diersbach.

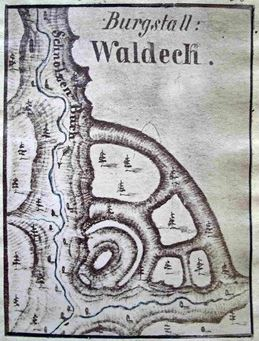
Planskizze der ehemaligen Burg Waldeck von Johann Ev. Lamprecht (1880)

## Geschichte
Der Stammvater der Waldecker Walchun wird urkundlich zuerst 1120 erwähnt, er stammt vermutlich aus Waldeck bei Schliersee. 1133 wird ein Walchun de Waldekke genannt. Die Gebrüder Waldeck schlossen am 18. August 1272 aufgrund eines Schiedsspruches von Pilgrim von Tannberg Frieden. 1280 wird ein Ortlof von Waldeck erwähnt, der einen Hof übergeben hat. 1321 und 1323 wird ein Hadmar von Waldeck († 1337) erwähnt, da er dem Kloster Engelszell vier Höfe stiftete. Ein Meingot dictus de Waldecke starb 1324 und wurde im Dom zu Passau begraben. Mit Hadmars Sohn Ortlof V. starben die Waldecker aus.

## Burg Waldeck heute
Die aus dem natürlichen Gelände herausgeschnittene Hausberganlage, lokal als „G’schloß in der Schnölzen“ bezeichnet, war der Sitz der Herren von Waldeck. Das kegelstumpfförmige Kernwerk besitzt ein im Grundriss ovales Plateau und ist an der Nordseite durch Wälle und Gräben vom Hinterland abgeriegelt. Daneben liegt ein mit dem Befestigungssystem des Hausberges verbundener, doppelt befestigter Wirtschaftshof von rechteckigem Grundriss, in dessen Zentrum sich der Standort eines rechteckigen Baues abzeichnet.
Rezente Beeinträchtigungen durch Bringungswege sind festzustellen. Dabei wurden Kulturschichten mit mittelalterlicher Keramik weggeführt und somit zerstört.